# Chwalibogowo (przystanek kolejowy)
Chwalibogowo – przystanek kolejowy we wsi Chwalibogowo, w powiecie wrzesińskim, w woj. wielkopolskim, w Polsce. Przez Chwalibogowo przebiega linia kolejowa nr 281 Oleśnica-Chojnice. Dawniej znajdował się tutaj budynek dworcowy, który został rozebrany.

## Ruch pasażerski
| Rok  | Wymiana pasażerska na dobę |
| ---- | -------------------------- |
| 2017 | –                          |
| 2022 | 20-49                      |